# 福井亜由美
福井 亜由美（ふくい あゆみ、1993年12月23日 - ）は、佐賀県神埼市出身のハンドボール選手。日本ハンドボールリーグのオムロン所属。

## 経歴
佐賀県立神埼清明高等学校時代は2009年に日本代表U-16に選出された。
2010年の全国高等学校ハンドボール選抜大会では有望選手に選ばれた。
2011年は第11回女子ジュニアアジア選手権の日本代表U-20に選出。
高校卒業後は東京女子体育大学へ進学。2015年の関東学生ハンドボール・秋季リーグでは優秀選手賞を受賞した。
2016年に日本ハンドボールリーグのオムロンへ加入。

## 詳細情報

### 年度別成績
| 年       | チーム   | 試合 | フィールド 得点 | 率   | 7m  | 合計  | 警告 | 退場 | 失格 |
| -------- | -------- | ---- | --------------- | ---- | --- | ----- | ---- | ---- | ---- |
| 2016-17  | オムロン | 0    | -               | -    | -   | -     | -    | -    | -    |
| 2017-18  | オムロン | 24   | 6/13            | .462 | 0/0 | 6/13  | 2    | 3    | 0    |
| 2018-19  | オムロン | 23   | 5/9             | .556 | 0/0 | 5/9   | 3    | 5    | 0    |
| JHL：3年 | JHL：3年 | 47   | 11/22           | .500 | 0/0 | 11/22 | 5    | 8    | 0    |

- 各年度の太字はリーグ最高

### 記録

#### 日本ハンドボールリーグ
- フィールドゴール初得点：2017年8月26日、対プレステージ・インターナショナル アランマーレ戦（熊本県立総合体育館）[6]

### 背番号
- 19 (2016年 - )

## 代表歴

### 日本代表U-20
- ジュニアアジア選手権 (2011年)

### 日本代表U-16
- 日韓スポーツ交流 (2009年)